# Мурати, Агим
Аги́м Мура́ти (алб. Agim Murati; 8 марта 1953 — 15 сентября 2005) — албанский футболист, нападающий.

## Карьера

### Клубная
В составе «Партизани» Мурати дважды, в сезонах 1978/79 и 1980/81 становился чемпионом Албании. Два раза выигрывал Кубок Албании: в 1973 и 1980 годах.
Трижды становился лучшим бомбардиром чемпионата: в сезонах 1976/77, 1977/78 и 1978/79.
В розыгрыше Кубка европейских чемпионов 1979/80 Агим Мурати провёл 2 матча, забил 1 гол.

### В сборной
В сборной Албании Агим Мурати дебютировал 10 октября 1973 года в отборочном матче чемпионата мира 1974 года против сборной Финляндии. Встреча завершилась победой сборной Албании со счётом 1:0, единственный мяч был забит с пенальти. Позднее сыграл за сборную ещё в 2 товарищеских встречах, ни одного гола не забил.

## Достижения

### Командные
- Чемпион Албании (2): 1978/79, 1980/81
- Обладатель Кубка Албании (2): 1973, 1980

### Личные
- Лучший бомбардир чемпионата Албании (3): 1976/77, 1977/78, 1978/79